# 구본상의 주말의 발견
구본상의 주말의 발견은 MBC충북 청주 FM4U, MBC충북 충주 FM4U(청주 FM 99.7MHz, 충주 FM 88.7MHz)에서 주말 오후 4시부터 저녁 6시까지 방송하는 대중음악 전문 라디오 프로그램이다.

## 같이 보기
- MBC충북
  - 청주방송국
  - 충주방송국
- MBC FM4U
- 오후의 발견 이지혜입니다